# Saint-Bonnet-de-Condat
Saint-Bonnet-de-Condat – miejscowość i gmina we Francji, w regionie Owernia-Rodan-Alpy, w departamencie Cantal. Nazwa miejscowości pochodzi od imienia św. Boneta.
Według danych na rok 1990 gminę zamieszkiwało 278 osób, a gęstość zaludnienia wynosiła 16 osób/km² (wśród 1310 gmin Owernii Saint-Bonnet-de-Condat plasuje się na 576. miejscu pod względem liczby ludności, natomiast pod względem powierzchni na miejscu 542.).